# Mehrablı
Mehrablı är en ort i Azerbajdzjan.   Den ligger i distriktet Ağcabädi, i den centrala delen av landet, 210 km väster om huvudstaden Baku. Mehrablı ligger 47 meter över havet och antalet invånare är 1 370.
Terrängen runt Mehrablı är platt. Närmaste större samhälle är Agdzhabedy, 16,9 km norr om Mehrablı.
Trakten runt Mehrablı består till största delen av jordbruksmark. Runt Mehrablı är det ganska tätbefolkat, med 70 invånare per kvadratkilometer.